# Vale PCD
O Vale PCD é uma organização não governamental brasileira, fundada em 2020, com a finalidade de melhorar as condições de vida das pessoas LGBTQIA+ com deficiência. A organização foi pioneira em abordar a interseccionalidade dessas identidades. A sigla PCD refere-se a Pessoas Com Deficiência.
A iniciativa ganhou força e estrutura dentro do programa de embaixadores da TODXS Brasil em 2019. Com o apoio do Programa Impacto, o Vale PCD foi oficialmente lançado em 2020.
O Vale PCD possui uma equipe de diretoria e produtores de conteúdo integralmente composta por PCDs e/ou LGBTQIA+. A ONG participou da organização da Primeira Parada do Orgulho PCD, criou o Vale Maps (mapa de recursos de acessibilidade) e organiza eventos voltados para o público PCD LGBTQIA+.

## Atuação
A ONG Vale PCD atua com diversos serviços para comunidade e empresas, incluindo a criação de conteúdos em redes sociais, focados na inclusão de pessoas com deficiência.
A organização també oferece serviços de psicoterapia e fonoaudiologia a preços acessíveis para o público PCD e/ou LGBTQIA+. A organização busca proporcionar um ambiente inclusivo e acolhedor, garantindo acesso a cuidados essenciais para o bem-estar físico e mental daqueles que buscam seus serviços.[carece de fontes?]
Um trabalho criado pela ONG, chamado de Vale Maps,  mapeia espaços acessíveis a pessoas com deficiência em todo o país, proporcionando informações valiosas para a comunidade PCD. Esta iniciativa que visa melhorar o acesso e a experiência de pessoas com deficiência em diversos ambientes.
A ONG também organiza um programa de orientação profissional.